# コッラの戦い
コッラの戦い（コッラのたたかい、芬：Kollaan taistelu）は、1939年12月7日から1940年3月13日までの間ラドガ湖北部周辺で行われた戦い。冬戦争の一部。
フィンランド軍に対してはソ連は兵力で大きく勝っていたが、ソ連軍は悪路を移動する準備を怠っていたため、コッラー地方に数本しかない道路を強固に防御していたフィンランド軍による強い抵抗を受ける。
ソ連軍の進撃は阻止されたものの、戦いは冬戦争終結まで続いたため、防衛に当たった第12師団は大きな損害を出した。
この戦いにおいては、指揮官であるヴォルデマル・ハッグルンド少将とこの戦いで英雄となったアールネ・ユーティライネン中尉の会話が残されており、少将が「コッラーは持ちこたえるか？（"Kestääkö Kollaa"）」と尋ねたのに対し、中尉は「コッラーは持ちこたえます（"Kollaa kestää"）、我々が退却を命じられない限り」と答えたという。
世界一の狙撃殺害戦果を持つフィンランド軍狙撃兵シモ・ヘイヘも、コッラーの戦いに参加している。
冬戦争の奇跡（Talvisodan ihme）はソ連軍100万人に対しフィンランド軍34万6,500人で戦い、独立を守った出来事。
コッラーでは1939年12月8日にソ連軍1万5,876人に対しフィンランド軍5,090人の戦いがあった。シモ・ヘイヘもこの内の一人であった。
その後もコッラーでは1940年1月21日にソ連軍2万4,622人に対しフィンランド軍4,400人の、また1940年3月13日にソ連軍6万5,548人に対しフィンランド軍14,354人の戦いがあった。